# Phan Rang-Tháp Chàm
Phan Rang-Tháp Chàm è una città del Vietnam, situata nella provincia di Ninh Thuan.

## Etimologia
Il nome Phan Rang o in Cham moderno Pan(da)rang è una forma indigena austronesianizzata dell'originale sanscrito Pāṇḍuraṅga (un altro epiteto per il dio indù Vithoba). Apparve per la prima volta sulle iscrizioni Cham intorno al X secolo come Paṅrauṅ o Panrāṅ, e successivamente è stato traslitterato in vietnamita in Phan Rang. Il nome Tháp Chàm significa "Tempio/Torre Cham" e prende il nome dal Tempio Po Klong Garai nella parte settentrionale della città.

## Storia
L'antica Panduranga, la capitale della più meridionale città-stato dell'Indù-Buddista Champa, era situata dove ora si trova Phan Rang. La città di Phan Rang fu fondata nel 1917 per editto dell'imperatore Khải Định e rimase la capitale provinciale della provincia di Ninh Thuận fino al 1976, quando la provincia si fuse con la provincia di Bình Thuận per formare la provincia di Thuận Hải. La città fu divisa in Phan Rang a est, che divenne parte del distretto di Ninh Hải e Tháp Chàm a ovest, che divenne parte del distretto di An Son. I due furono nuovamente riuniti nel 1992 per diventare Phan Rang-Tháp Chàm, la capitale della provincia di Ninh Thuận, raggiungendo lo status di città nel 2007.

## Geografia
La città di Phan Rang-Tháp Chàm si trova nel centro della provincia di Ninh Thuan, 1.380 km a nord di Hanoi, 330 km a est e sud-est di città di Ho Chi Minh, 95 km a sud della città di Nha Trang, con una posizione geografica:
- L'est confina con il Mar Cinese Meridionale (Phan Rang Bay).
- L'ovest confina con il distretto di Ninh Son.
- Il sud confina con il distretto di Ninh Phuoc
- Il nord confina con il distretto di Bac Ai e il distretto di Ninh Hai.